# Steve Kanaly
Steven „Steve” Francis Kanaly (Burbank, Kalifornia, 1946. március 14. –) amerikai színész. Legismertebb szerepe 1978-tól 1989-ig a Dallas szappanoperában Ray Krebbs szerepe. 1991-ben az utolsó dupla részben ő is feltűnik úgy mint Dallas: A Ewingok háborújában 1998-ban. 1994 és 1995 között szerepelt az ABC tévédrámájában is. Néhány filmben együttműködött John Milius író-rendezővel.
Steve és felesége egy farmon él Ojai-ban Kalifornia államban és magasan elismert művész, aki vízfestékkel fest. Szolgált a vietnámi háborúban.

## Filmográfia
| Év          | Cím                                                 | Eredeti cím                         | Szerep                        |
| ----------- | --------------------------------------------------- | ----------------------------------- | ----------------------------- |
| 2012-       | Dallas 2012                                         | Dallas 2012                         | Ray Krebbs                    |
| 2004        |                                                     | Dallas Reunion: Return to Southfork | Önmaga / Ray Krebbs           |
| 1998        | Dallas: A Ewingok háborúja                          | Dallas: War of the Ewings           | Raymond Krebbs                |
| 1997        | Állig fegyverben                                    | Scorpio One                         | Wilson                        |
| 1997        |                                                     | The Marksmen                        | Hank Madden és rendező        |
| 1993        | Okavango, a vadon szíve                             | Okavango: The Wild Frontier         | J.D.                          |
| 1992        | Az iker bajjal jár, avagy az óvóbácsik visszatérnek | Double Trouble                      | Kent                          |
| 1991        | Kicsi kocsi Hollywoodban                            | Driving Me Crazy                    | Goodwyn                       |
| 1986        | Balboa - Gazdagok játszótere                        | Balboa                              | Sam Cole                      |
| 1978 - 1989 | Dallas                                              | Dallas                              | Ray Krebbs                    |
| 1978        | Nagy szerda                                         | Big Wednesday                       |                               |
| 1976        | A midwayi csata                                     | Midway                              | Lance E. „Lem” Massey hadnagy |
| 1975        | Szél és az oroszlán                                 | The Wind and the Lion               | Jerome                        |
| 1974        | Sugarlandi hajtóvadászat                            | The Sugarland Express               | Jessup                        |
| 1974        | Nevem: Senki                                        | Il mio nome è nessuno               |                               |
| 1973        | Dillinger                                           |                                     |                               |

## Fordítás
- Ez a szócikk részben vagy egészben  a   Steve Kanaly című angol Wikipédia-szócikk fordításán alapul.  Az eredeti cikk szerkesztőit annak laptörténete sorolja fel. Ez a jelzés csupán a megfogalmazás eredetét és a szerzői jogokat jelzi, nem szolgál a cikkben szereplő információk forrásmegjelöléseként.